# Isla Decepción
Isla Decepción es una isla volcánica solitaria que se encuentra entre el archipiélago de las Islas de la Buena Nueva y la península Antártica, en el centro del estrecho de Bransfield (o mar de la Flota). Es uno de los tres volcanes de la región antártica (junto al monte Erebus y la isla Buckle) en donde se han observado erupciones y también es una de las tres islas volcánicas del estrecho de Bransfield, junto a la isla Bridgeman y a la isla Pingüino. La última de estas erupciones ocurrió entre 1967 y 1970, aunque recientemente se han producido episodios en 1992, 1999 y 2014-2015. Isla Decepción es uno de los destinos turísticos más importantes de la Antártida, con más 15 000 visitantes al año según los datos de 2018 de IAATO (International Association of Antarctica Tour Operators).

## Toponimia
El nombre en español «Decepción» es un calco de su nombre en inglés Deception, es la traducción de la inglesa Deception que tiene la acepción de «engaño» (también en castellano). Este calificativo fue dado por Nathaniel Palmer en su primera visita, por su engañosa apariencia de isla normal, tras descubrir que en verdad se trataba de un anillo de tierra en torno a una caldera inundada.

## Geografía

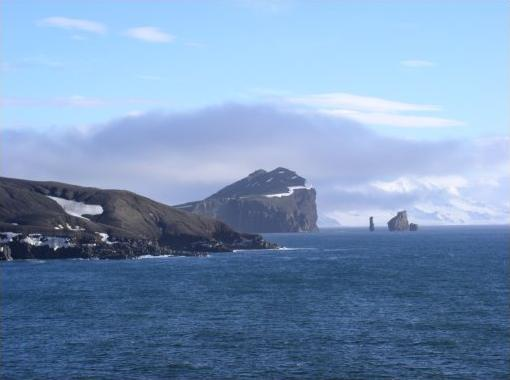
Fuelles de Neptuno, entrada a Puerto Foster.

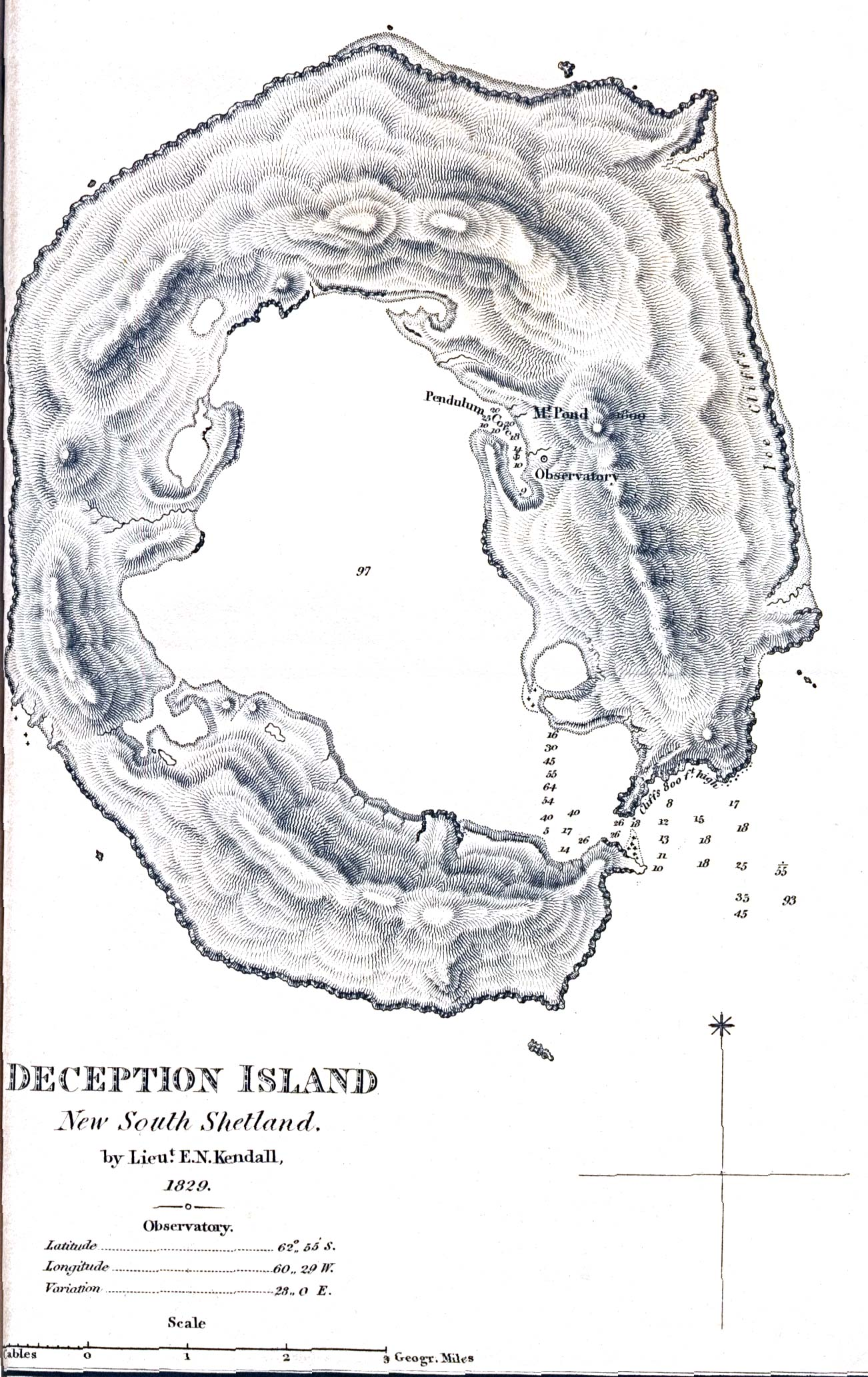
Mapa de la isla Decepción realizado por la expedición de 1829 al mando del capitán Henry Foster.

Isla Decepción es un estratovolcán que se ha formado a partir de la compleja situación tectónica regional, relacionada con la subducción de la placa de Fénix bajo la placa de Shetland del Sur y del rift del estrecho de Bransfield, una cicatriz de la corteza terrestre de unos 800 km de longitud que es paralela al archipiélago de las Islas de la Buena Nueva y a la península Antártica.
La isla tiene forma de herradura, con un diámetro máximo de 15 km y una bahía interior de 6-10 km y una profundidad máxima de 190 m (Puerto Foster). Su altitud máxima es de 540 m s. n. m. en monte Pond, al este, aunque la isla se alza 1400 m desde el fondo del mar, donde alcanza un diámetro de 30 km. Otras elevaciones destacadas son monte Kirkwood (Goyena o David, de 452 m s. n. m.) al sur de la isla, y monte Bynon (o colina Goddard, de 332 m s. n. m.) en el sector norte. La bahía interior es una caldera de colapso de origen volcánico que tiene un único acceso por mar en los Fuelles de Neptuno, una estrecha abertura de unos 150 m de ancho que hay al sureste de la isla. La roca Ravn, sumergida a 2 metros de profundidad, se halla en el medio de los Fuelles de Neptuno.
Según los últimos datos de polaridad magnética y dataciones geocronológicas, la isla se ha formado a lo largo del periodo cuaternario. Las rocas expuestas más antiguas se han formado con posterioridad a la inversión magnética de Brunhes-Matuyama (780 000 años), aunque la mayoría de la isla se ha formado en los últimos 200 000 años, con rocas básicas, intermedias e incluso ácidas. En la actualidad más del 50% de la isla está cubierta por hielos perpetuos y glaciares, un porcentaje menor que el de las islas vecinas. Algunos de estos glaciares están cubiertos por los piroclastos generados por las erupciones (glaciares negros).
Destacan en Puerto Foster: la caleta Balleneros, la caleta Péndulo, la bahía Telefon (o Teléfono) y la bahía Primero de Mayo, Fumarola, Septiembre, o surgidero Iquique. Entre las caletas Balleneros y Péndulo hay una gran ensenada llamada por Chile Buen Tiempo. En el exterior de la isla sobresale al noreste la punta Macaroni o Froilán. Frente a la punta Sur, extremo sur de Decepción, se encuentra la isla Låvebrua o Lautaro. Al sudoeste se halla la roca Nueva.
Se encuentran en la isla numerosas lagunas termales. La temperatura del agua de Puerto Foster es muy superior a la del mar exterior de la isla. En la punta Collins hay una baliza, cuyo mantenimiento está a cargo de la Armada de Chile.

## Historia

### Descubrimiento y caza de focas
El primer avistamiento autenticado de la isla Decepción fue realizado por los cazadores de focas británicos William Smith y Edward Bransfield en el bergantín Williams en enero de 1820. La isla fue visitada y explorada por primera vez por el foquero estadounidense Nathaniel Palmer en el barco Hero el 15 de noviembre de 1820 de paso hacia las islas Malvinas, llamando a la isla Deception. Palmer permaneció durante dos días explorando la bahía central. La actual bahía Foster fue llamada por los estadounidenses Yankee-Harbor, nombre desechado más tarde.
Decepción se convirtió en el centro de la efímera industria de la caza de focas en las Islas de la Buena Nueva, que había comenzado en el verano de 1819-1820 -aunque es posible que antes- con un puñado de barcos y que alcanzó un centenar en el verano de 1821-1822. La población de focas era menor en la isla, pero su puerto natural era muy apreciado. La caza excesiva llevó a la casi extinción de los lobos marinos en las Islas de la Buena Nueva, y para 1825 la isla fue abandonada por los foqueros.
En 1829 el capitán británico Henry Foster con el barco Chanticleer visitó la isla, realizando mediciones topográficas, pendulares y magnéticas en la caleta Péndulo. Fue la primera expedición con fines científicos que visitó la isla, y luego de dos meses de trabajo el teniente Kendall realizó el primer mapa topográfico de la isla Decepción.
En 1839 el teniente estadounidense Charles Wilkes visitó la isla e hizo estudios de estrategia naval. Ese mismo año el francés Jules Dumont D'Urville en los barcos Astrolabe y Zelee cartografió la isla.
En 1842 el barco estadounidense cazador de elefantes marinos Ohio reportó el primer registro de actividad volcánica en Decepción.

### Caza de ballenas
En 1904 la industria de la caza de cetáceos se estableció en las islas Georgias del Sur y no tardó en extenderse a las Islas de la Buena Nueva. Al no haber infraestructura en tierra las ballenas eran remolcadas amarradas al buque factoría para su procesamiento. Estos necesitaban un fondeadero protegido y un suministro abundante de agua dulce, para lo que Decepción era un lugar ideal. 
Por decreto supremo el Gobierno de Chile aprobó en 1906 los estatutos de la Sociedad Ballenera de Magallanes, organizada por el capitán noruego Adolfo Andresen y por Pedro A. de Bruyne, que desde el año anterior realizaba sus operaciones en la caleta Balleneros de Decepción con el buque factoría Gobernador Bories. Otras compañías balleneras le siguieron, con varios cientos de hombres residentes en Decepción durante los veranos antárticos. 
En 1908, durante la Cuarta Expedición Antártica Francesa, el explorador y médico Jean-Baptiste Charcot visitó las compañías balleneras noruegas y la chilena en la isla Decepción, en esta última para aprovisionarse de carbón. Un informe de Charcot dice:

Hablo extensamente con el señor Andresen, quien me proporciona datos útiles e interesantes. Hay aquí, en Decepción, tres compañías de balleneros: una chilena y dos noruegas; pero aparte de algunos maquinistas chilenos, los doscientos habitantes actuales de la estación son noruegos. Una de las dos compañías noruegas, tiene como pontón-fábrica un vapor de 2000 toneladas aproximadamente, y llega de las Malvinas; la otra posee dos fragatas de tres palos, viejos veleros que han llegado del Cabo de Buena Esperanza, remolcados por sus pequeñas chalupas de vapor y, en fin, la Sociedad Ballenera de Magallanes, la mejor montada, tiene como pontón-fábrica el vapor de 3000 toneladas sobre el que nosotros estamos (Buque Factoria Gobernardor Bories).

En 1908 el Gobierno británico formalmente declaró la isla como parte de las Dependencias de las Islas Malvinas. Estableció un servicio postal y designó un magistrado aduanero en Decepción, que debía encargarse de que las compañías balleneras pagaran por sus licencias y no excedieran sus cuotas de caza. Un cementerio fue construido en 1908, siendo el más grande de la Antártida con 35 tumbas.
Como los buques factoría solo podían aprovechar la grasa de las ballenas, desperdiciando la posibilidad de extracción de aceite de su carne, una estación permanente en tierra -la Estación ballenera Hektor (Hektor Hvalfangststasjon)- fue creada por la empresa noruega Hvalfangerselskabet Hektor A/S en 1912. La empresa obtuvo licencia británica en 1911 y hasta 1919 no logró una completa operación de su planta. La instalación consistía en calderas para producir vapor para hervir los restos de las ballenas, cuatro tanques para almacenar el aceite, una carpintería, talleres, línea de molienda, dos almacenes, una fábrica de guano, embarcadero, muelle flotante, dormitorios, cocina, hospital, estación de radio, un pequeño ferrocarril manual, y criaderos de ganado porcino. Además, en 1914 se estableció una casa para el magistrado británico permanente, llamada The Magistrate’s Villa o The Magistrate’s House. La caída del precio del aceite de ballena a causa de nuevas técnicas de caza pelágica hicieron que la planta cerrara en abril de 1931 y la isla quedara deshabitada.
Una serie de expediciones exploraron Decepción en esos años, incluyendo la de Hubert Wilkins de 1928, cuando un Lockheed Vega que salió de una pista de aterrizaje en la playa realizó el primer vuelo exitoso en la Antártida.

### Disputas territoriales
Decepción permanecía deshabitada desde hacía una década cuando en marzo de 1941 el barco británico HMS Queen of Bermuda fue enviado a destruir los depósitos de carbón y tanques de aceite de la abandonada estación ballenera de la Hvalfangerselskabet Hektor A/S, entonces renombrada Aktieselskabet Hektor Whaling Company, para prevenir su posible uso por Alemania durante la Segunda Guerra Mundial.
Argentina realizó en la isla Decepción su toma de posesión formal del territorio continental antártico entre los 25° y 68° 34" oeste el 8 de febrero de 1942, mediante el depósito de un cilindro que contenía un acta, y el pintado de una bandera argentina sobre las paredes de la Hektor Hvalfangststasjon. El acto fue realizado por una expedición al mando del capitán de fragata Alberto J. Oddera en el transporte ARA 1° de Mayo. El 8 de enero de 1943 personal del barco británico HMS Carnarvon Castle destruyó las evidencias de la toma de posesión argentina: borró la bandera pintada, dejó escrito que la construcción era de propiedad del Gobierno británico, y envió a Buenos Aires el acta. El ministro de Relaciones Exteriores argentino replicó que su país consideraba sus derechos antárticos como herencia de España. El 5 de marzo de ese año el ARA 1° de Mayo retiró la bandera británica y repintó en las paredes los colores argentinos.
El Reino Unido envió en el marco de la Operación Tabarín los barcos HMS Williant Scoresby y SS Fitzroy, que el 3 de febrero de 1944 establecieron una base permanente en la isla, la Base B Isla Decepción (Station B — Deception Island) en la bahía Balleneros, retirando nuevamente la bandera argentina. La base ocupó las instalaciones de la Hektor Hvalfangststasjon.

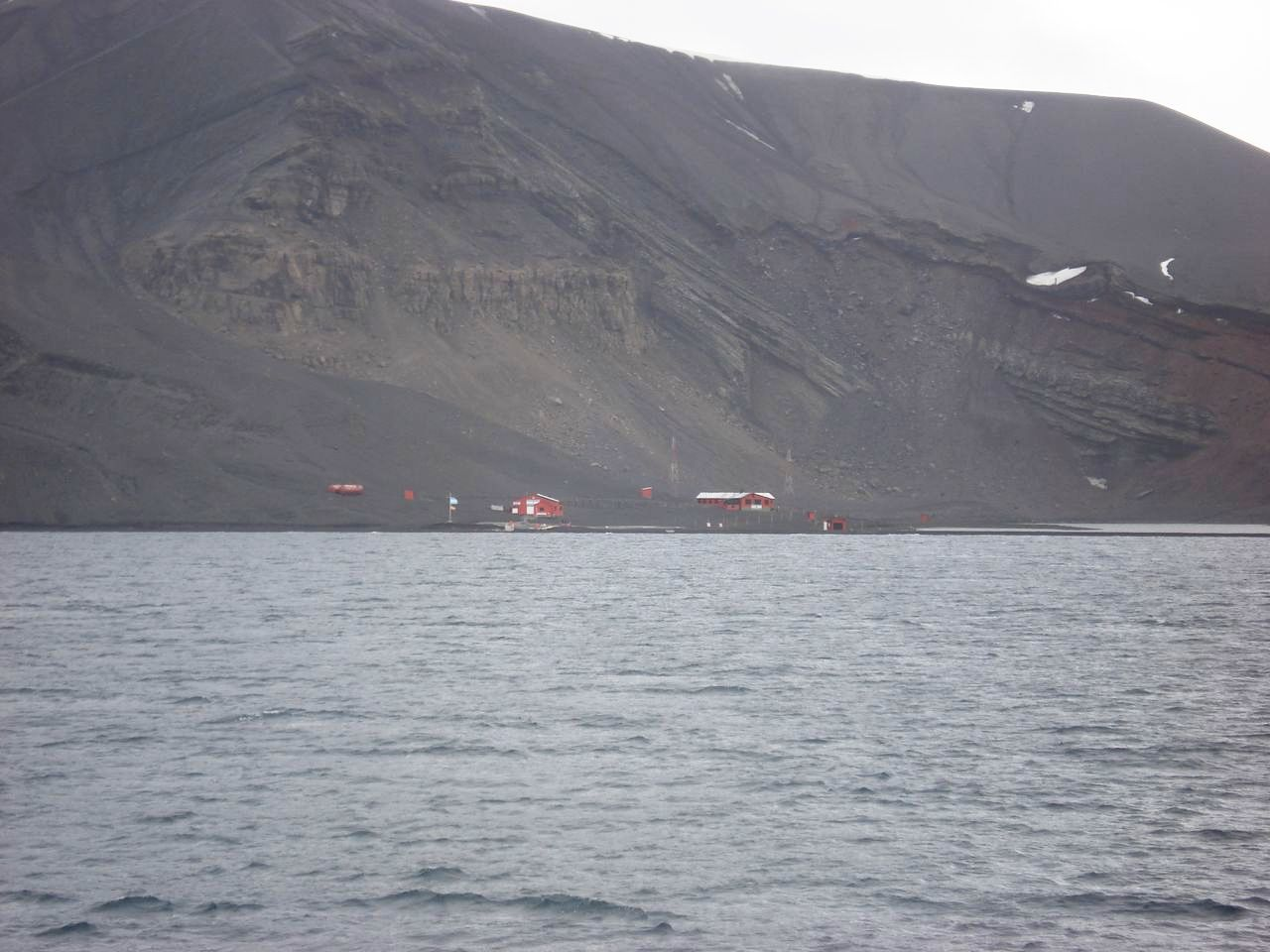
Vista de la base argentina Decepción durante la CAV 2009.

El 19 de noviembre de 1947 la Armada Argentina inauguró el Refugio Caleta Péndulo en Puerto Foster. 
El 25 de enero de 1948 Argentina inauguró su Destacamento Naval Decepción en bahía Fumarolas. 
El 19 de enero de 1949 se realizó una declaración tripartita entre los gobiernos de Santiago, Londres y Buenos Aires para el no envío de naves de guerra a la Antártica, publicada en Diario La Nación el 19 ene 1949.
El 3 de enero de 1953 Argentina inauguró el Refugio Naval Thorne en la bahía Telefón de Puerto Foster.
El 17 de enero de 1953 fue inaugurado en la caleta Balleneros el Refugio Teniente Lasala (una cabaña y una tienda de campaña) por personal del barco argentino ARA Chiriguano, quedando en él un sargento y un cabo de la Armada Argentina. El 15 de febrero desembarcaron 32 infantes de marina de la fragata británica HMS Snipe armados con subfusiles Sten, fusiles y gas lacrimógeno, apresando a los dos marinos argentinos. El refugio argentino y un cercano refugio chileno deshabitado fueron destruidos y los marinos argentinos fueron entregados a un barco de ese país el 18 de febrero en las islas Georgias del Sur. Un destacamento británico permaneció tres meses en la isla mientras la fragata patrulló sus aguas hasta abril. Posteriormente ambos gobiernos convinieron en no interferir entre las bases de uno y otro.
En 1955 se inauguró en la caleta Péndulo la base chilena Pedro Aguirre Cerda y el Refugio Cabo Gutiérrez Vargas. El 1 de diciembre de 1959 se firmó el Tratado Antártico que congeló las disputas territoriales en la Antártida. En 1961 el presidente Arturo Frondizi de Argentina visitó la isla.
En marzo de 2025, el Patrullero oceánico Marinero Fuentealba de la  Armada de Chile, instaló un Faro automático a energía solar, para facilitar la navegación en la zona.

### Erupción volcánica
La Isla tiene actividad volcánica reciente y en ella se han desarrollado actividades de investigación en la Base Antártica Española Gabriel de Castilla. Estudios de control geodésico de deformaciones se han llevado a cabo en los últimos años y los resultados indican que existe relación entre la deformación cortical y la actividad volcánica.
El 4 de diciembre de 1967 mediante un cable telegráfico en Argentina se difundió la noticia: "Sobre la bahía y las playas de la isla Decepción, improvisadamente cae una lluvia de piedras" Durante el 5 de diciembre de 1967 la precipitación pétrea había cesado, para dar paso a una enorme columna de gases y vapores, que proyectada hasta más de mil seiscientos metros, formaba el típico hongo eruptivo. La violenta explosión volcánica destruyó la base chilena Pedro Aguirre Cerda, el Refugio Cabo Gutiérrez Vargas, y la base británica B. Esta última fue reocupada desde el 4 de diciembre de 1968 y fue nuevamente evacuada el 21 de febrero de 1969 en el barco chileno Piloto Pardo (el mismo que la evacuó en 1967) debido a que más erupciones volcánicas dañaron los edificios, siendo finalmente abandonada el 23 de febrero cuando el personal retornó en busca de sus posesiones personales. Las instalaciones británicas fueron desmanteladas en las temporadas de 1990-1991 y 1991-1992. La Base Decepción de Argentina no fue dañada, pero dejó de ser una base permanente en 1967 y pasó a ser una base de verano. Las únicas fotografías aéreas rescatables de la explosión fueron sacadas por el contralmirante IM en retiro de la Armada de Chile Pablo Wunderlich Piderit, quien sobrevoló el área en el mismo momento de la erupción volcánica.

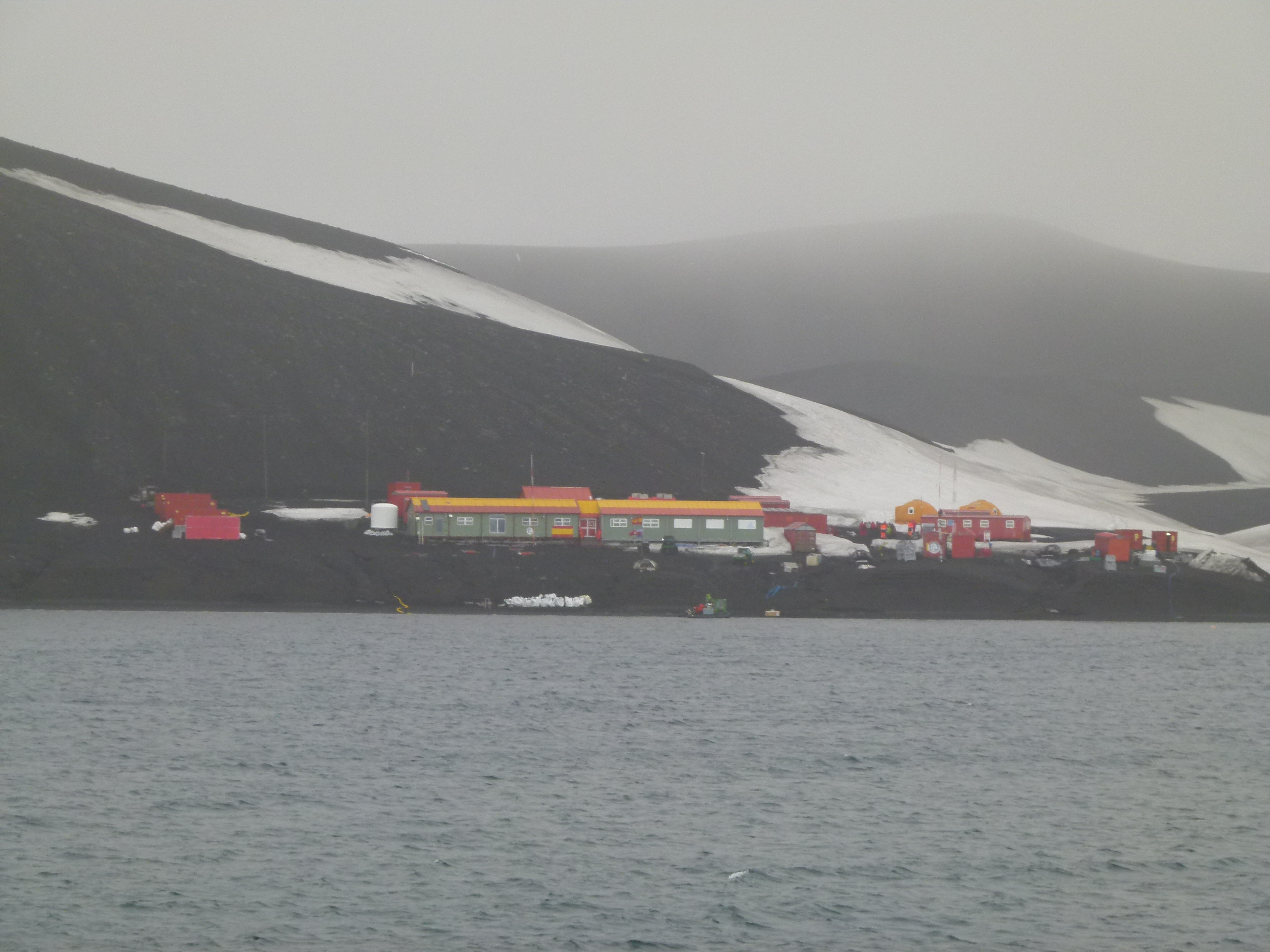
Base española Gabriel de Castilla.

## Interés científico

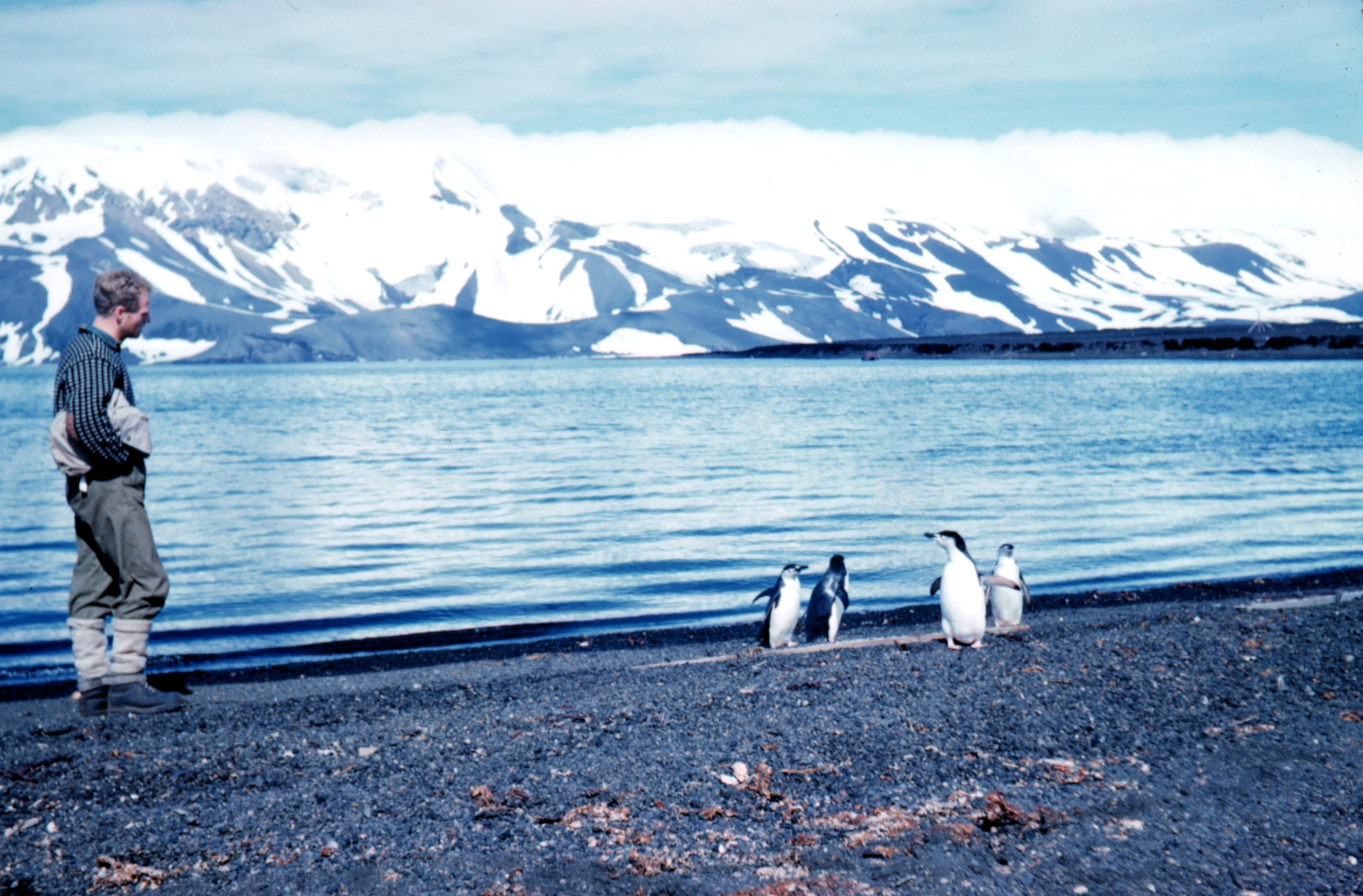
Pingüinos en isla Decepción.

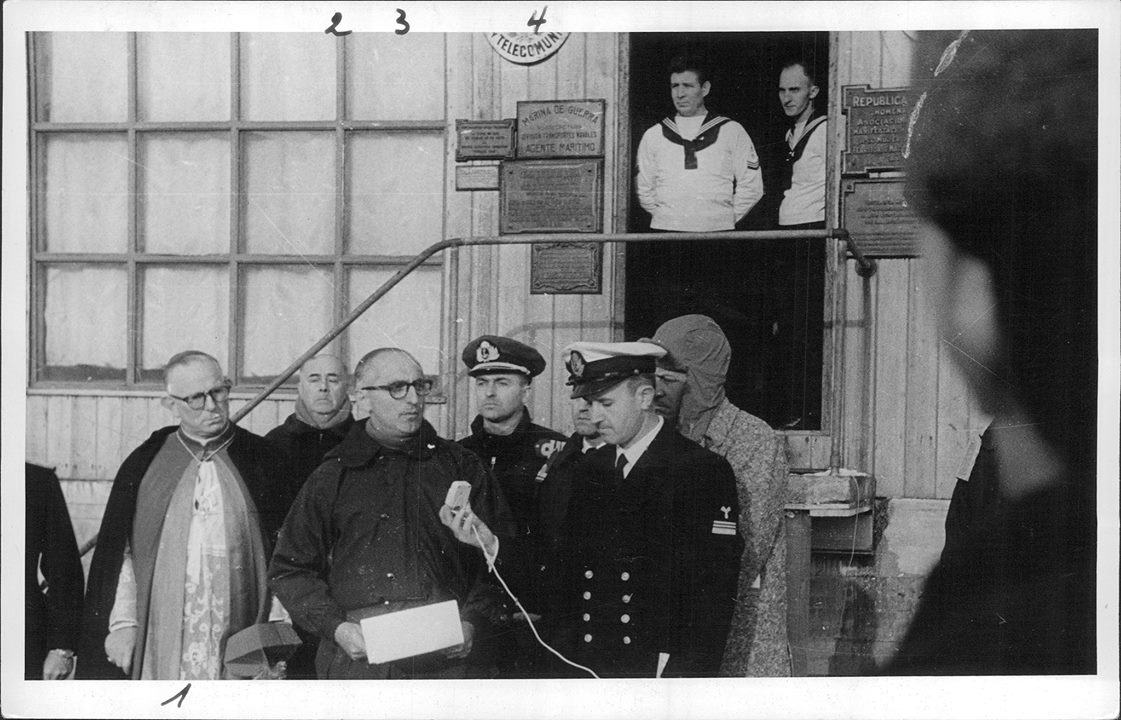
En la Isla Decepción, el presidente Arturo Frondizi brinda un discurso que es transmitido por radio.

El 20 de diciembre de 1989 fue inaugurada la Base Antártica Gabriel de Castilla perteneciente a España, para uso en verano. La Base Decepción es abierta cada verano por la Armada Argentina.
La isla Decepción se volvió un punto turístico debido a sus colonias de pingüino barbijo, localizadas sobre todo en el sur de la isla, así como también por la posibilidad de realizar baños termales en excavaciones en la arena de la playa. 
El 30 de enero de 2007 el crucero noruego MS Nordkapp encalló frente a la costa de la isla Decepción, el daño ecológico aún no ha sido determinado. 
En 2011 el Consejo Superior de Investigaciones Científicas hizo públicas investigaciones sobre la creación de la isla.

## Áreas protegidas

### Zona Antártica Especialmente Administrada
En 2000 Argentina, Chile, Noruega, España y el Reino Unido llegaron a un acuerdo sobre una estrategia integrada para la gestión de las actividades en la isla. En 2005 fue creada la Zona Antártica Especialmente Administrada ZAEA 4: Isla Decepción con 158,56 km² a propuesta de Argentina, Chile, Noruega, España, el Reino Unido, y Estados Unidos. El límite de la ZAEA 4 está definido por la costa exterior de la isla sobre el nivel de bajamar, y comprende las aguas y el
lecho marino de Puerto Foster. Dentro de la zona quedan comprendidos: ZAEP 140, ZAEP 145, SMH 71, SMH 76.

### Zona Antártica Especialmente Protegida
Once sitios terrestres en la isla han sido colectivamente designados como Zona Antártica Especialmente Protegida ZAEP 140: Partes de la Isla Decepción, Islas de la Buena Nueva, principalmente por su valor botánico y ecológico, ya que la isla es el hogar de un gran número de especies de plantas que no se encuentran en otro lugar de la Antártida. Esto se debe a que la frecuente actividad volcánica crea nuevos sustratos para la colonización vegetal. En 1985 a propuesta del Reino Unido se creó el Sitio de Especial Interés Científico (SEIC-21), que a partir de 2002 pasó a ser la ZAEP 140 con 2,57 km². Los 11 sitios son:
- Sitio A: punta Collins: contiene buenos ejemplos de vegetación de larga data, con una alta diversidad de especies y varias rarezas.
- Sitio B: lago Cráter: tiene una lengua de lava cubierta de escoria, con una flora criptógama diversa, y un excepcional desarrollo de tepes de musgo.
- Sitio C: cerro Caliente, extremo sur de la bahía Fumarola: tiene varias especies raras de musgo que han colonizado la corteza del suelo caliente cerca de una línea de chimeneas volcánicas.
- Sitio D: bahía Fumarola: es un complejo geológico con la mayor diversidad de flora de la isla.
- Sitio E: oeste de la cresta Stonethrow: tiene varios musgos raros, hepaticophytas y líquenes.
- Sitio F: bahía Telefon: tiene todas sus superficies que datan de la erupción de 1967, lo que permite un seguimiento preciso de la colonización por plantas y animales.
- Sitio G: caleta Péndulo: es otro sitio de edad conocida, colonizado por musgos y líquenes.
- Sitio H: monte Pond: contiene excepcionales asociaciones de musgos, hepaticophytas y líquenes.
- Sitio I: cono Perchuć: es un cono de escoria con musgos raros.
- Sitio J: del cerro Ronald al lago Kroner: es otro sitio de edad conocida colonizado por numerosas especies criptógamas, y con una única asociación de algas sobre la orilla del lago.
- Sitio K: punta Sudeste: soporta la más extensa población de clavel antártico conocida en la región antártica.

Además hay dos sitios marinos en Puerto Foster colectivamente designados ZAEP 145: Puerto Foster, Isla Decepción, Islas Islas de la Buena Nueva, para proteger sus comunidades bentónicas. Fueron designados como SEIC-27 en 1987 a propuesta de Chile, y desde 2002 son ZAEP 145 con 2,24 km². La zona comprende dos subáreas de Puerto Foster: el hábitat bentónico A, con profundidades de 50 a 150 metros, y el hábitat bentónico B, con profundidades de 100 a 150 metros.

### Sitios y monumentos históricos
En 1995 a propuesta de Chile y Noruega se creó el Sitio y Monumento Histórico SMH 71: Bahía Balleneros, que abarca todos los restos anteriores a 1970 de las orillas de caleta Balleneros, incluyendo los de la estación ballenera noruega Hektor, el cementerio con sus 35 tumbas, un monumento que recuerda los 10 hombres perdidos en el mar, y los restos de la Base B.
En 2001 a propuesta de Chile se creó el SMH 76: Ruinas de Estación Aguirre Cerda, que abarca las ruinas de la Base Pedro Aguirre Cerda, y su el centro meteorológico y vulcanológico ubicado en caleta Péndulo, destruidos por las erupciones volcánicas de 1967 y 1969.

## Áreas importantes para la conservación de las aves
Baily Head, una formación prominente de la extremidad oriental de la isla, ha sido identificada como un área importante para la conservación de las aves (IBA) por la BirdLife International debido a la gran colonia de pingüinos barbijo (100 000 parejas). Otras aves que anidan en el sitio son: págalo subantártico, petrel damero y paloma antártica.

## Reclamaciones territoriales
- Argentina: Incluye a las islas en el departamento Antártida Argentina dentro de la provincia de Tierra del Fuego, Antártida e Islas del Atlántico Sur
- Chile:  Incluye a las islas en la comuna Antártica de la provincia Antártica Chilena, dentro de la Región de Magallanes y de la Antártica Chilena.
- Reino Unido: Incluye a las islas en el Territorio Antártico Británico.

Las tres reclamaciones están sujetas a las disposiciones del Tratado Antártico.

### Nomenclatura de los países reclamantes
- Argentina: isla Decepción
- Chile: isla Decepción[29]
- Reino Unido: Deception Island